# Флавий Мосхиан
Флавий Мосхиан (лат. Flavius Moschianus) (год деятельности — 512) — политик Восточной римской империи; занимал пост консула в 512 году.

## Биография
Мосхиан был сыном Сабиниана Магна, magister militum per Illyricum (479—481) и родным братом Флавия Сабиниана, консула 505 года. Был женат на племяннице императора Анастасия I; их сын Флавий Анастасий Павел Проб Мосхиан Проб Магн был консулом в 518 году.